# Bảo tàng sáp Lâu đài Diósgyőr
Bảo tàng sáp Lâu đài Diósgyőr là một bảo tàng trưng bày các tác phẩm sáp độc đáo có nhiều giá trị nghệ thuật và lịch sử. Không chỉ nổi tiếng tại Hungary, bảo tàng sáp này còn là một trong những bảo tàng lớn nhất ở Trung Âu. Bảo tàng nằm trong tòa tháp phía đông bắc của Lâu đài Diósgyőr, ở Miskolc-Diósgyőr, Hungary.

## Mô tả bảo tàng
Hầu hết các tượng sáp tại bảo tàng có thể được nhìn thấy qua sáu phân cảnh:
1. Cuộc sống hàng ngày trong thời trung cổ Diósgy với mười tượng sáp.
2. Giải đấu hiệp sĩ với mười tượng sáp.
3. Hội chợ truyền thống với mười bốn tượng sáp.
4. George Magyar (Georgius Ungarus) trong địa ngục: Theo một truyền thuyết nổi tiếng vào thời Trung cổ (tuy nhiên ngày nay mọi người chỉ thường biết đến do hướng dẫn viên du lịch kể lại), George là một hiệp sĩ trong quân đội của Louis I. Trong một chiến dịch ở Ý, anh ta đã tàn sát thường dân vô tội và để trả giá cho tội lỗi này, anh ta bị đày đến Luyện ngục St Patrick ở Ireland - nơi được cho là lối vào Địa ngục.Tuy nhiên anh ta may mắn sống sót sau đó và cũng chính vì điều này mà về sau người ta tin rằng anh ta là một vị thánh. Ngoài George còn có 14 tượng sáp khác bao gồm các linh mục, những người bị thảm sát và những con quỷ.
5. Vua Louis ban tặng huy hiệu cho Kassa: Kassa (ngày nay có tên là Košice, Slovakia) được Louis Đại đế ban tặng quốc huy vào năm 1369. Đây là lần đầu tiên trong lịch sử, một thành phố có huy hiệu. Trong cảnh này có mười tượng sáp miêu tả nhà vua, hoàng hậu, sứ thần từ Košice (Kassa) và một số cận thần.
6. Triều đình của Louis Đại đế: Tượng sáp của Louis Đại đế ngự trị cùng với sáu cận thần.

Bên cạnh các tượng sáp ở sáu cảnh trên, còn có một cảnh gồm tượng sáp nhỏ hơn trên tầng 2 của tháp ở phía đông bắc. Đó là cảnh hiệp ước hòa bình Turin (1381) với tám tượng sáp miêu tả nhà vua với các cận thần và sứ thần Venice. Mặc dù các cuộc đàm phán hòa bình được tổ chức tại Turin, nhưng nhà vua không thể đi tham dự vì bị bệnh phong quái ác nên ông đã ký các văn bản trong phòng này. Nội dung bản hiệp ước chỉ định rằng thành phố Venice phải cống nạp hàng năm 7000 chiếc Forints vàng cho nhà vua. Mặc dù thời điểm đó, ngân khố hoàng gia thu nhập hàng năm chỉ là 15.000 Fts. Ngoài ra, Venice cũng phải dựng cờ Angevin trên quảng trường Thánh Mark vào những ngày thánh. Tuy nhiên, Hiệp ước hòa bình nhanh chóng hết hạn bởi cái chết của Vua Louis một năm sau đó.
Trên tầng đầu tiên của tháp còn có một bảo tàng kỷ niệm về tu viện Pauline của Diósgyőr. Điều đặc biệt là ở đây có một hình tượng sáp kích thước thật của một tu sĩ Pauline.